# Árokszállás
Árokszállás (másképpen „Vasárokszállás”, németül Grafenschachen) község Ausztriában Burgenland tartományban a Felsőőri járásban.

## Fekvése
Pinkafőtől 4 km-re nyugatra a régi magyar határ mellett fekszik.
A kataszteri közösségek Grafenschachen és Hidasrákosd.

## Története
A régészeti leletek tanúsága szerint területén már a kőkorszakban is éltek emberek. Később a bronz, majd a vaskorban is folyamatosan lakott volt. A Wechsel-hegység lábánál a római korban is állt település.
A mai települést 1358-ban "Grofunsah" alakban említik először. 1393-ban "Groffonsah", 1455-ben "Groffenschachen", 1475-ben "Groffumsach" néven szerepel a korabeli forrásokban. A 17. században a Batthyány család birtoka lett és maradt.
Vályi András szerint "GRABENSCHAFTEN. vagy Graberschaften. Német falu Vas Vármegyében, földes Ura G. Batthyáni Uraság."
Fényes Elek szerint "Grafenschachten, német f., Vas vmegyében, Borostyánkőhöz közel, 648 kath. lak., s paroch. egyházzal. Szép fenyves. F. u. gr. Batthyáni. Ut. p. Kőszeg."
Vas vármegye monográfiája szerint "Árokszállás lakosai r. katholikusok, németajkúak. A házak száma 110, a lakosoké 862. Postája és távírója Pinkafő. Lakosai a földmívelésen kivül faszerszám- és faedény-készítéssel, továbbá szalmafonással foglalkoznak."
1910-ben 1163 lakosából 1096 német, 20 magyar, 7 szlovák, 40 egyéb volt. A trianoni békeszerződésig Vas vármegye Felsőőri járásához tartozott. 1921-ben Ausztria Burgenland tartományának része lett. 2001-ben 1177 lakosából 1146 német, 8 magyar, 5 horvát, 4 cigány, 40 egyéb volt.

## Nevezetességei
A Szentháromság tiszteletére szentelt római katolikus temploma 1880-ban épült Johann Lang pinkafői építész tervei szerint.